# Тяжёлый христианский рок
Тяжёлый христианский рок (англ. Christian Rock Hard) — 9 эпизод 7 сезона (№ 105) сериала «Южный парк», его премьера состоялась 29 октября 2003 года.

## Сюжет
Стэн, Кайл, Кенни и Картман организовывают рок-группу «Муп» (англ. Moop). Рэнди, услышав звучание группы, решает, что «у нескольких вьетнамцев на живую внутренности через рот выдёргивают». После этого ребята решают «определиться со стилем». Картман предлагает играть христианский рок, но остальным эта идея не нравится. Он спорит с Кайлом на 10 долларов, что его группа быстрее запишет платиновый альбом.
Картман организовывает христианскую рок-группу «Дети Веры» (англ. Faith + 1; «Вера + 1»), состоящую из него самого (клавишные, вокал), Баттерса (ударные) и Токена (бас-гитара). Вместе со своей группой он начинает записывать первый альбом, куда они включают старые любовные песни, заменяя в них все подлежащие словом «Иисус».
Тем временем Стэн, Кайл и Кенни пытаются найти деньги, чтобы «понакупить всяких разных сидюков, прослушать их, а потом сидеть и ждать вдохновения». От Кенни они узнают, что музыку можно бесплатно скачать из интернета. После скачивания их арестовывает ФБР. Их отводят к сержанту Ейтцу, который рассказывает им, почему нельзя скачивать музыку из интернета бесплатно — в этом случае знаменитости будут вынуждены вести «полуроскошную жизнь», то есть покупать устаревшие личные реактивные самолёты и не дарить маленьким сыновьям острова в Северной Полинезии.
В это время группа Картмана записывает свой первый альбом.
Сержант Ейтц вызывает родителей Стэна, Кайла и Кенни, и взимает с них 400 долларов штрафа. В знак протеста против нелегального распространения музыки участники группы «Муп» устраивают забастовку. Из-за того, что в городе больше ничего не происходит, об их забастовке рассказывают в новостях. После того как «музыканты» долго сидели и ничего не делали, к забастовке группы «Муп» присоединяется множество известных исполнителей, включая Бритни Спирс, Оззи Осборна, Мисси Эллиотт, Master P, Blink-182, Metallica, Аланис Мориссетт, Мита Лоуфа, Rancid и группу Скайлера («Властители преисподней») из эпизодов «Кошачья оргия» и «Тимми 2000».
Картман со своей группой отправляется продавать альбомы на фестиваль христианской музыки «Христос-Фест» (англ. Christ-Fest). Заперев одну из групп-участниц фестиваля в кладовке, Картман, Баттерс и Токен выбираются на главную сцену. После выступления Картман подписывает контракт со студией «Faith Records», и студия начинает продавать его альбом. Группа Картмана становится очень популярна, и в относительно короткие сроки им удаётся распродать миллион копий альбома.
«Забастовщикам» приходит письмо с приглашением на церемонию вручения платинового альбома группе «Дети Веры». Кайл произносит трогательную речь перед всеми бастующими музыкантами и говорит, что пора прекратить забастовку: «Настоящие музыканты должны играть, чтобы их слушали…». Тем не менее, знаменитости с ним не согласны, и группа «Муп» отправляется на церемонию.
Картман потратил все деньги на церемонию: там можно увидеть цирковых слонов и клоунов, колесо обозрения и оркестр. Но тут выясняется, что альбом христианской музыки не может стать платиновым (в христианском роке существует особая градация: вместо платинового — снизошедший). Картман приходит в ярость и начинает богохульствовать, после чего все поклонники разбегаются, Токен его избивает, а Баттерс пускает ему газы в лицо, затем показывает средний палец и уходит.